# 212 (chanson)
Singles de Azealia Banks
Shady Love
(2012)
212 est une chanson de la rappeuse américaine Azealia Banks sortie le 6 décembre 2011 sous le label Polydor Records. La chanson sample Float My Boat de Lazy Jay qui est crédité sous 212. 1er single extrait de l'album 1991 (2012), la chanson est écrite par Jef Martens et Azealia Banks. 212 est produit par Jef Martens.

## Clip
Un clip, d'une longueur totale de trois minutes et vingt-six secondes, pour accompagner la sortie de 212 a été publié sur YouTube le 12 septembre 2011. Réalisé par Vincent Tsang, celui-ci montre la rappeuse-chanteuse dansant devant un mur de briques avec des gros plans d'elle rappant à la caméra. La vidéo montre aussi les artistes de musique électronique et beat-makers canadiens Lunice et Jacques Greene. Il a également reçu une acclamation positive et plus de 200 millions de vues sur YouTube .

## Liste des pistes
| 1. | 212 (featuring Lazy Jay) | 3:25 |

## Performance dans les hit-parades

### Classement par pays
| Classement (2011/12)                    | Meilleure position |
| --------------------------------------- | ------------------ |
| Australie (ARIA)                        | 68                 |
| Australie Urban (ARIA)                  | 20                 |
| Belgique (Flandre Ultratop 50 Singles)  | 33                 |
| Belgique (Wallonie Ultratop 50 Singles) | 34                 |
| Irlande (IRMA)                          | 7                  |
| Lettonie (European Hit Radio)           | 36                 |
| Pays-Bas (Single Top 100)               | 17                 |
| Roumanie (Romanian Top 100)             | 86                 |
| Écosse (OCC)                            | 12                 |
| Royaume-Uni (UK Indie Chart)            | 3                  |
| Royaume-Uni (UK R&B Chart)              | 3                  |
| Royaume-Uni (UK Singles Chart)          | 12                 |

### Classement annuel
| Classement (2012)         | Meilleure position |
| ------------------------- | ------------------ |
| Royaume-Uni Singles Chart | 44                 |

## Historique de sortie
| Region      | Date            | Format                 | Label              |
| ----------- | --------------- | ---------------------- | ------------------ |
| Royaume-Uni | 6 décembre 2011 | Téléchargement digital | Polydor Records    |
| Royaume-Uni | 25 mars 2012    | Digital EP             | Polydor Records    |
| États-Unis  | 22 mai 2012     | Rhythmic radio         | Interscope Records |